# Hutschenreuth
Hutschenreuth ist ein Gemeindeteil der Stadt Gefrees im Landkreis Bayreuth (Oberfranken, Bayern). Hutschenreuth liegt in der Gemarkung Witzleshofen.

## Geografie
Die Einöde liegt direkt an der Bundesautobahn 9. Im Osten befinden sich entlang der A 9 Photovoltaikanlagen. Ein Wirtschaftsweg führt die A 9 unterquerend nach Witzleshofen (0,7 km südöstlich).

## Geschichte
Von 1797 bis 1810 unterstand Hutschenreuth dem Justiz- und Kammeramt Gefrees. Infolge des Ersten Gemeindeedikts wurde Hutschenreuth dem 1812 gebildeten Steuerdistrikt Streitau und der zugleich entstandenen Ruralgemeinde Witzleshofen zugewiesen. Im Zuge der Gebietsreform in Bayern wurde Hutschenreuth am 1. Mai 1978 nach Gefrees eingemeindet.

### Einwohnerentwicklung
| Jahr      | 001819 | 001861 | 001871 | 001885 | 001900 | 001925 | 001950 | 001961 | 001970 | 001987 |
| Einwohner | *      | 10     | 6      | 3      | 5      | 4      | 6      | 6      | 5      | 2      |
| Häuser    |        |        |        | 1      | 1      | 1      | 1      | 1      |        | 1      |
| Quelle    | [ 8 ]  | [ 9 ]  | [ 10 ] | [ 11 ] | [ 12 ] | [ 13 ] | [ 14 ] | [ 15 ] | [ 16 ] | [ 1 ]  |

## Religion
Hutschenreuth ist nach St. Georg (Streitau) gepfarrt und evangelisch-lutherisch geprägt.